# Анійське царство
Анійське царство (або Багратідська Вірменія, Вірменське Царство Багратідів) — феодальна держава вірменів, що існувала з 885 до 1045 року.

## Передісторія
З середини VII століття більша частина території Вірменії перебувала під владою арабів. У 625 році було утворено Вірменське князівство, що було залежне від Візантії. На чолі було поставлено ішхана (князя) Мжежа II Гнуні. У 652 році араби Теодоросу Рштуні надали титлу гахерец ішхана (верховного князя) Вірменії. Рштуні як й наступні гахерец ішхани постійно маневрували між Візантійською імперією та Омеядським халіфатом. В результаті сформувалися провізантійські (Камсаракан, Маміконян) і проарабські роди нахарарів (Рштуні, Багратуні, Андзеваці).
З початку IX століття Аббасидський Халіфат почав виявляти ознаки розпаду. Послаблення Халіфату змусило перейти до більш гнучкої політики стосовно Вірменії. 804 року Ашот IV Багратуні отримав від халіфа Гаруна ар-Рашида титул ішханац ішхана (князя князів). 
Вже у другій половині IX століття в процесі боротьби проти арабського ярма намітились тенденції до об'єднання Вірменії у цілісну державу. 862 року княжий рід Багратідів об'єднав більшу частину вірменських земель та усунув владу халіфату, коли останній в особі халіфа Аль-Мустаїна надав Ашоту Багратуні титул «царя Вірменії». Вже 886 року царський титул визнала Візантія.

## Історія

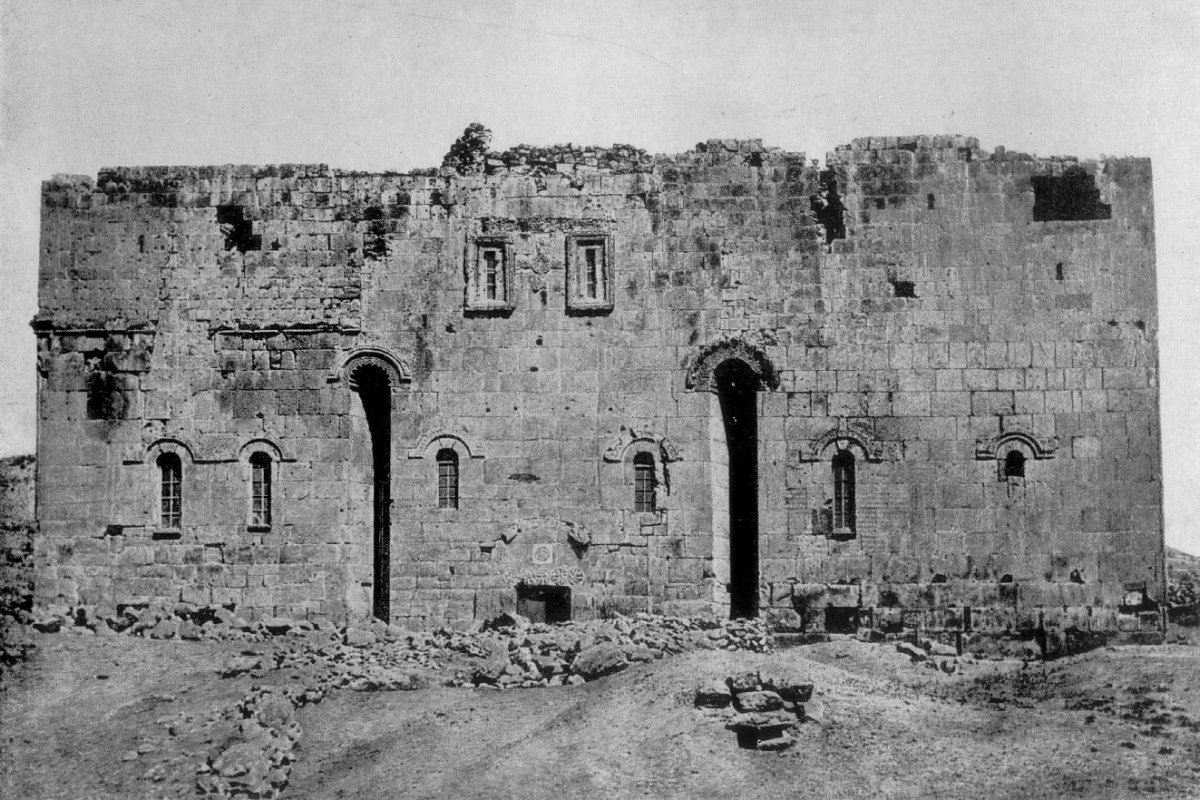
Собор Ширакавана збудований Смбатом I наприкінці IX століття. Поряд із храмом розміщувалась царська резиденція.

885 року Арабський Халіфат в особі халіфа Аль-Мутаміда й Візантійська імперія в особі імператора Василія I визнали незалежність Вірменії і надіслали Ашоту Багратуні по короні. Цей акт став юридичним підтвердженням фактичної незалежності Вірменії. Ашот I був урочисто коронований у столиці Багаран католикосом Геворгом II. Ядром держави став гавар Ширак, розташований в басейні річки Ахурян. Ашоту I вдалось об'єднати під своєю владою не лише Вірменію, але й Грузію та Албанію. За його царювання кордони Вірменії сягали на півдні областей навколо озера Ван, на сході — річки Кура, а на півночі Ашот I приєднав Гугарк до міста Тіфліс. Напередодні відновлення незалежності Вірменії, поряд із Багратідами, найбільшими княжими володіннями Вірменії були також Васпуракан і Сюнік.
Окрім визнання незалежності Вірменії, Халіфат визнав також політичне верховенство Ашота I над усіма правителями Закавказзя, як християнських, так і мусульманських. З кінця IX—початку X століття Візантійська імперія також визнала політичну гегемонію Вірменії в Закавказзі — принаймні, стосовно християнських держав, що означало володіння вищою владою відносно до решти правителів Закавказзя візантійської орієнтації. Імператор Візантії Костянтин VII Багрянородний, кажучи про першого Багратідського царя Вірменії Ашота I повідомляє, що той «володів усіма країнами сходу». Халіфат у свою чергу присудив вірменським царям титул «шахіншах» — царя царів. У той же час Багратідам удалось також відновити політичний термін Велика Вірменія.
890 року Ашота I замінив його син Смбат I, царська влада якого також була визнана Халіфатом. Смбат I, як і його попередник проводив політику сильної централізованої влади, за його правління межі вірменської монархії ще більше розширились. В середині 890-х він завдав поразки Мухаммед ібн Абу Саджу, повернувши Двін і Нахічевань. Слід також зазначити, що перші вірменські царі Багратіди мали абсолютну владу на всій території Вірменії. Так, наприклад, відомо, що 904 року Смбат I відокремив область Нахічевані від Васпуракану й передав його Сюніку. За його царювання столиця Вірменії була перенесена з Багарана до Ширакавана. Занепокоєний посиленням вірменської держави, Халіф, спираючись на свого намісника Саджидського аміра Юсуфа, розпочав ретельну боротьбу за підкорення Вірменії. 908 року васпураканський князь Гагік Арцруні був проголошений «царем Вірменії» на противагу Смбату I. За рік армія Юсуфа разом із вірменськими військами Васпуракану вжила воєнних дій проти Смбата I. Зазнавши поразки у Битві при Дзкнавачарі, в області Ніг, останній потрапив до рук Юсуфа. Відмовившись віддати наказ здатись захисникам фортеці Єрнджак 914 року, Смбата було страчено у Двіні шляхом розп'яття на хресті.
Вірменію було звільнено, а її самостійність відновлено за наступника Смбата I Ашота II Залізного. Упродовж 918—920 років між патріархом Константинопольським Миколаєм I і католикосом вірменським Ованесом Драсханакертці тривали перемовини з метою створення закавказького союзу проти мусульман. Кульмінацією дипломатичних зусиль стала поїздка 921 року Ашота II до Константинополя й отримання від імперії військової допомоги. Повернувшись на батьківщину, він продовжив боротьбу, звільнивши більшу частину країни, почергово повернувши Багреванд, Ширак, Гугарк, Агстевську долину. Вирішальною стала Севанська битва 921 року. Здобувши перемогу над арабами Ашот II 922 року отримав від Халіфату титул шахіншаха — царя царів, та був визнаний царем Вірменії. Його політична гегемонія була визнана на всьому Кавказі. Ашот II також мав успіхи у придушенні доцентрових прагнень дрібних феодалів на околицях країни. Так були підкорені Саак Севада в Гардмані, Цлік Амрам у Тавуші, князь Самшвілде на крайній півночі Гугараку.

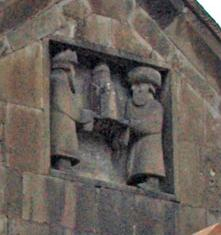
Смбат II (праворуч) та його молодший брат Гурген I на ктиторській скульптурі Ахпата

Вірменія сягнула свого політичного й культурного апогею за наступників Ашота II. Його брат Абас I, який зайняв трон 928 року, переніс столицю до Карса. Добу царя Абаса прийнято вважати часом миру й стабільності. 952 року царем став Ашот III Милостивий з титулом шахіншаха. Останній, подібно до своїх попередників, проводив політику посилення централізації влади, створив сильну постійну армію. Вірменський цар командував армією з 80 тисяч воїнів. Однак із середини X століття абсолютна централізованість держави почала руйнуватись. Так, у 961—962 роках Ашот III поступився Карсом разом з усією областю Вананд своєму брату Мушегу, подарувавши йому також царський титул. У зв'язку з цим 961 року столицю було перенесено до Ані. Політичні й церковні інтриги створювали загрозу для держави. 974 року імператор Візантії Іван I Цимісхій підійшов до кордонів вірменської монархії. Усі вірменські правителі Васпуракану, Сюніка, Ташир-Дзорагету згуртувались навколо царя царів та об'єднаною 80-тисячною армією розташувались у Харку, поблизу вірменсько-візантійського кордону. Імператор відмовився від подальших воєнних дій та уклав союз із вірменським царем. За деякий час після цих подій вірменська держава зазнала нових потрясінь. 977 року помер Ашот III, одразу після чого розпочався гострий конфлікт між його братом Мушегом і сином Смбатом II за вірменський трон. Конфлікт, зрештою, завершився перемогою Смбата й укладенням миру між обома. Останньому вдалось також привести країну до стану стабільності. У той же час, 978 року, його молодший брат Гурген отримав область Ташир де було утворено Ташир-Дзорагетське царство зі збереженням васальної залежності від Ані.

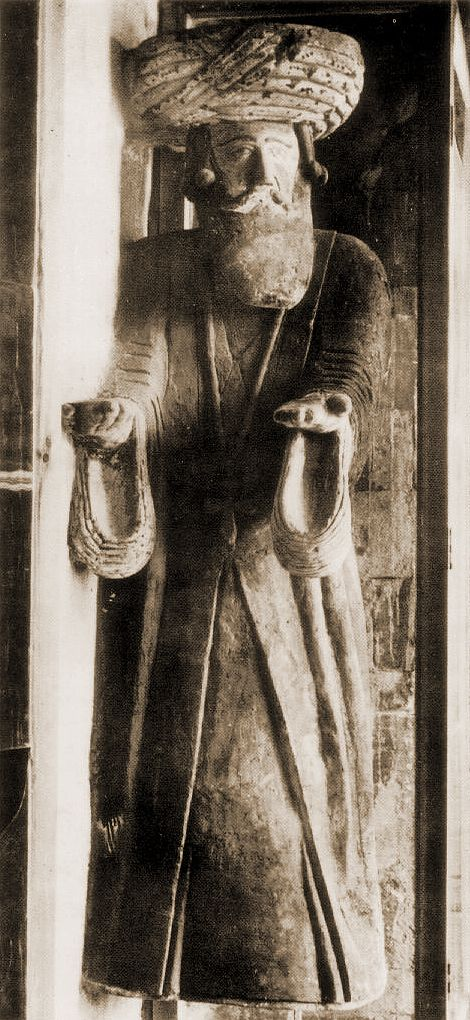
Двометрова статуя Гагіка I. На руках статуї містився макет церкви

989 року влада перейшла до Гагіка I з титулом шахіншаха — царя царів. Доба його правління вважається періодом найвищого розквіту Вірменського царства Багратідів. Йому вдається успішно проводити політику об'єднання вірменських земель і централізації влади. 1001 року він придушив повстання свого племінника царя Ташир-Дзорагету Давида I Безземельного. Окрім цього були анексовані області від васальних князівств і царств — Сюніка, Васпуракану, Парісоса, Хачена. Однак після його смерті 1020 року вірменська держава прямувала до занепаду. Царювання законного спадкоємця вірменського трону Ованеса-Смбата не було визнано його братом Ашотом IV. У прагненні заволодіти троном він підбурив повстання проти брата. Отримавши допоміжні війська від царя Васпуракану Сенекеріма, він узяв в облогу столицю Вірменії — Ані. Програвши війну, Ованес-Смбат був змушений піти на поступки. 1022 року було підписано мирну угоду, за якою Ованес-Смбат мав правити в Ані та прилеглих областях, а Ашот — у прикордонних з Персією та Грузією територіях.

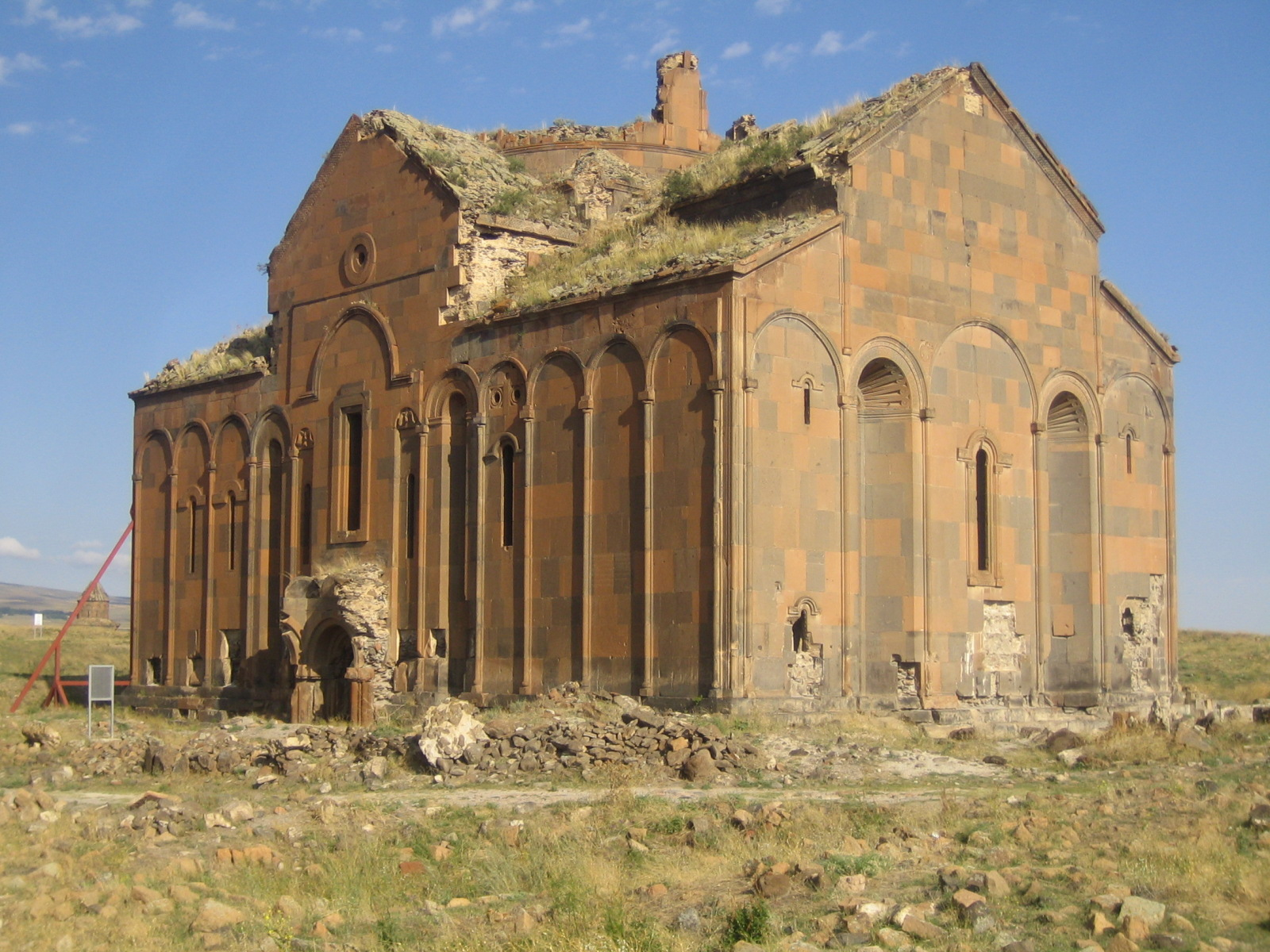
Руїни Кафедрального собору Святої Діви Марії в Ані (роки будівництва 989–1001, архітектор — Трдат)

Великою політичною помилкою Ованеса-Смбата стала його підтримка царя Грузії Георгія I в його війні з Візантією. Зазнавши поразки, Ованес-Смбат 1022 року погодився після своєї смерті передати Анійське царство Візантії. Перемовини про це було проведено в Трапезунді між католикосом Петросом I Гетадарцем та імператором Василієм II, де між ними було укладено угоду, відому як Трапезундська угода. 1040 року, коли помер Ованес-Смбат, візантійський імператор Михаїл IV зажадав реалізації цього заповіту. У важкі для держави часи вірменська політична еліта розділилась на два угрупування: католикос Петрос I Гетадарц і князь Саркіс Хайказн зайняли провізантійську позицію, натомість інша частина шляхти згуртувалась навколо князя Ваграма Пахлавуні та війська, проголосивши сина Ашота IV, вісімнадцятирічного Гагіка II царем. Останній відмовився виконати умови угоди. За допомогою спарапета Ваграма Пахлавуні та Григора Магістроса йому також вдалось вдало відбити візантійські атаки біля стін вірменської столиці. Не зумівши домогтись результату військовим шляхом, імператор Костянтин IX Мономах запросив Гагіка II до Константинополя ніби для проведення мирних перемовин. Під умовляннями Саркіса Хайказна й католикоса Петроса I Гетнадарця він погодився на поїздку. В Константинополі вірменському царю було запропоновано капітулювати й передати царство Візантії. У той же час католикос і Саркіс Хайказн відправили з Вірменії ключі від Ані. 1045 року під час чергової облоги Ані місто здалось. Анійське царство за сприяння частини вірменських феодалів на чолі з католикосом, припинило своє існування.

## Васальні Анійським Багратідам вірменські царства та князівства
У васальних відносинах з Багратідами перебували утворені у X столітті 4 вірменських царства, а також кілька вірменських князівств. Це були Васпураканське, Карське, Сюнікське й Ташир-Дзорагетське царства. Васальні держави брали участь у всіх зовнішньополітичних акціях Багратідів. Тим не менше їхні відносини з Багратідами часто ставали інтригованими через прагнення до політичного самовозвеличення.
У васальній залежності від Анійських Багратідів перебували каїсіки — володарі області Арчеш на північному березі Ванського озера в історичній області Вірменії Аліовіт.
У васальній залежності від вірменських царів перебувала область Камбечан і Шаке, на лівому березі річки Кура.
Від вірменських(Ширакських) Багратидів також залежали Багратіди Тайка, Кларджетії і Іверії. В особистій залежності від вірменських царів перебував і Тифлисский емірат.

## Населення
Переважна більшість населення була вірменами. У деяких регіонах була помітна мусульманська присутність, зокрема південний регіон Агдзнік був сильно арабізований з попередніх періодів мусульманського панування. На північному березі озера Ван у IX та X століттях також проживало значне мусульманське населення, що складалося з етнічних арабів, а пізніше дейламітів.

## Устрій
Цар був наділений широкими політичними, військовими, судовими та духовно-церковними повноваженнями, був майже абсолютним монархом. Був найвищою інстанцією у вирішенні питань зовнішньої та внутрішньої політики. Носив титули шахіншаха (царя царів) вірмен, грузинів і агванців. Були наступні столиці: Багаран (885-914), Єразгаворс (914-928), Карс (928-961), Ані (961-1045).
Під час проведення внутрішньої та зовнішньої політики Вірменії цар міг радитися з спарапетом (головнокомандувачем), що очолював спарапетство (військове відомство); католикосом Вірменської апостольської церкви, ішханац ішханом (князем князів), теранц тар, що входили до складу царської ради (дур). 
Ішханац ішхан був відповідальним перед царем за діяльність ішханів (князів). Під його владою перебували царські домени, державна скарбниця, вищі та нижчі чиновники країни, а також збирачі податків. Цю посаду зазвичай надавали одному з братів царя або спадкоємцю трона. Ашхарами (провінціями) керували нахарари а потім гаваракали, що відрізгялися від аристократів-нахарарів. Фортецями керувати бердапи, прикордонними землями — бдехші. Ішхана ішхану підпорядковувався очільник царського домену, якого зазвичай призначали з роду Гнуні.
Католикос очолював судову систему, обіймаючи посаду головного судді (ґлхавор-датавора). Судочинство здійснювалося відповідно до правил, розроблених церковними соборами, та норм звичаєвого права. Розгляд дрібних справ здійснювався відповідно до правил, розроблених церковними соборами, та норм звичаєвого права.
Теранц тар опікувався взаєвідносинами з васальними державами — Сюніком, Васпураканом, Карсом і Ташор-Дзоргетом.
Особливе місце в системі управління займали так звані кусакалі — феодали, що управляла областями на правах умовних власників, залежних від Багратидів. 

### Царі
- Ашот I Великий
- Смбат I
- Ашот II Залізний
- Абас I
- Ашот III Милостивий
- Смбат II
- Гагік I
- Ованес-Смбат
- Ашот IV Хоробрий
- Гагік II

## Суспільство
Цар та його родина була на вищою щаблі. Особа царя вважалася священною та недоторканною. Ішхани (князі) та нахарари були безпосередньо підпорядковані царю та отримували й утримували свої землі лише з його дозволу. Ішхан був не лише представником правлячої ради, а й головою окремої військово-політичної одиниці. Були старші та молодші ішхани, що визначалося не віком, а наявністю земельних наділів. Слідком йшли танутери (очільникі кланів). Нахарари також поділялися на старших та молодших. 
Якщо певні азнаурі не виконували накази царя, він мав право конфіскувати їхні землі та роздати їх іншим азнаурі. На низчий ступені серед знаті стояли азати.
Селяни (раміки) становили найнижчий соціальний стан. Багато з них не мали землі, жили як орендарі та працювали найманцями або навіть рабами на землях, що належали багатим феодалам.

## Право
Судові рішення здебільшого спиралися на збірки законів царів та рішення вселенських соборів, соборів Вірменської апостольської церкви, які у VIII ст. зібрав католикос Ованес III Одзнеці зібрав в «Каноногірк». У X і XI ст. було зроблено ще 2 редакції «Каноногірку» з доповненнями нових соборів.

## Військо
Вірменська армія складалася з піхоти та кінноти, кількість військ в період піднесення досягала 100 тисяч, а вже у 1040-х роках зменьшилася до 30 тис. вояків. Піхота вірменського війська формувалася переважно із селян. Військо складалося від двох основних підрозділів - марзпетакан та аркунакан. Перше формувалося з усієї території країни і підкорялося марзпет. Марзпетакан формувався з загонів ішханів, аркунакан — з решти земель. В царському домені формували окремий підрозділ на кшталт гвардії, що охороняв царя, столицю та найважливіші міста й фортеці. Основою війська була важка кіннота (арюдзі), що формувалася зі  знаті. За чисельністю вона становила половину піхоти, тобто 1/3 від усієї армії. У період розколу та утворення васальних держав на околицях країни спостерігалися деякі своєрідні риси васальних підрозділів. 
За перших Багратідах посада спарапета належала царській родині. Так, за Ашота I спарапетом був його брат Абас, при Смбат I його брат Шапух, потім племінник Ашот. Ця традиція тривала до періоду роздробленості із середини X століття. 
Вірменське царство зі сходу та південного сходу захищали фортеці Сюніка та Арцаха, зі сходу та півдня фортеці Васпуракана та Мокка, із заходу фортеці Вірменії Високою та Цопкою. Навколо Ані стратегічне значення набували Карська фортеця і Артагерс із заходу, Тигніс і Магасаберд з півночі, фортеці Гарні, Бджні та Амберд з півдня та сходу. 

## Економіка

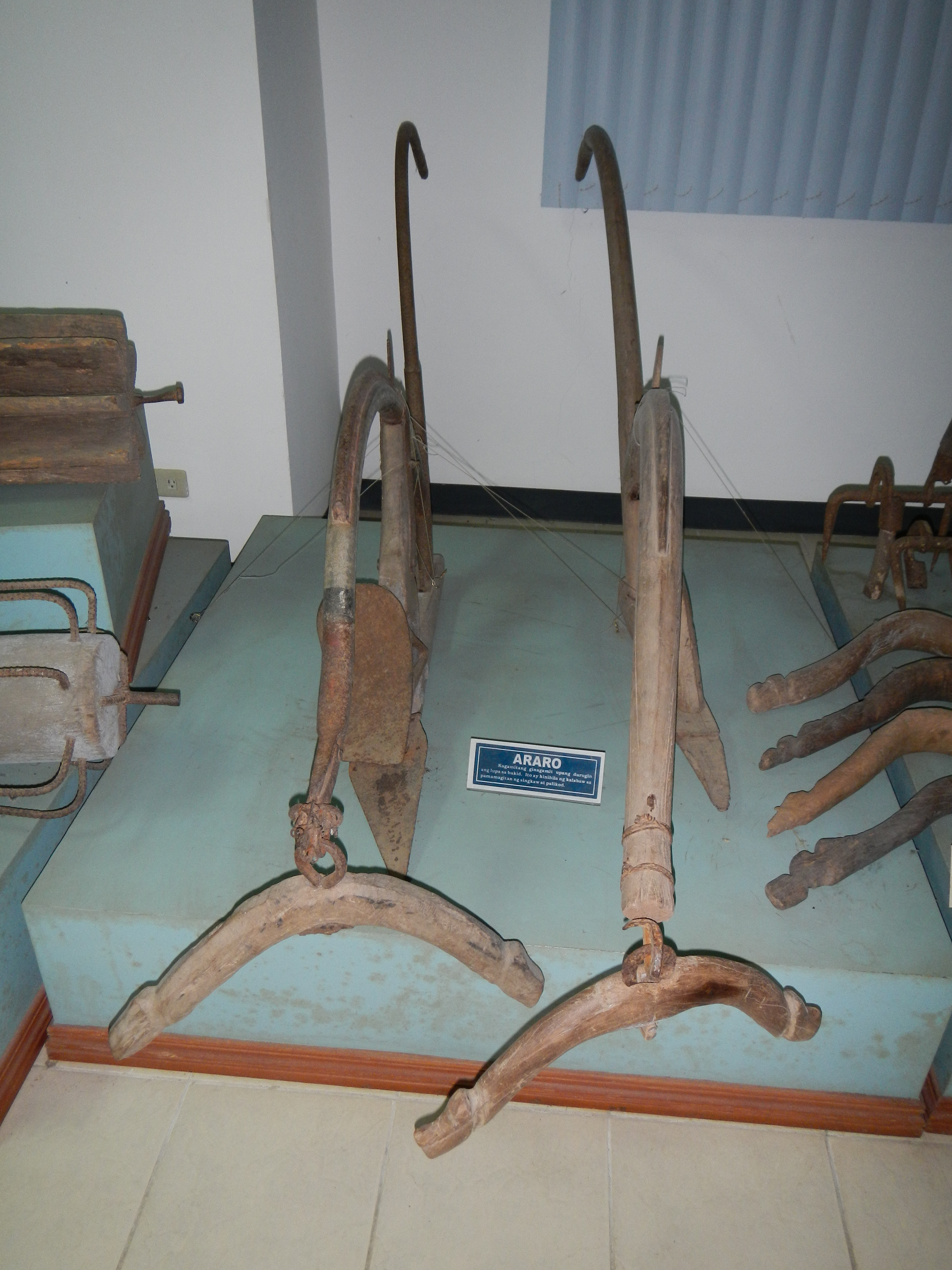
Залізний плуг

Основу становили землеробство, скотарство, ремісництво і торгівля. У Вірменії існувала розвинена феодальна земельна власність (айренік). Земля та зрошувальні канали належали князям, а також васалам останніх. Водночас великим землевласником була церква. Лише Татевському монастирю належало 47 селищ. Селяни були змушені платити високі податки уряду та Вірменській Апостольській церкві, окрім своїх феодалів. Славилися поля Айрарату, Ширака, Тарона (Мшо), Багреванда (Алашкерт), Басену та інших місць. Із зернових культур поширеним було вирощування пшениці, ячменю, гречки, рису. Долини головних річок нагір'я - Євфрату, Аракса, Кури, Тигру та Чороха - були найкращими регіонами для розвитку зернових культур, овочевих культур та садівництва. 
Широкого поширення набула трипільна система обробітку землі. У великих господарствах і дастакертах землю орали плугом. Широке використання важкого залізного плуга було революційним для сільського господарства, оскільки його використовували для оранки як родючих, так і неродючих земель. Розширилася іригаційна мережа, що спричинило ремонт старих каналів та будівництво нових. Поряд з удосконаленням обробки землі та її техніки прогресувало вирощування сільськогосподарської продукції. 
У Вірменії набули поширення виноробні, млини та преси для оливок. Їх будували поблизу фортець та великих монастирських комплексів. У річкових долинах та на рівнинах вирощували фруктові дерева, а виноградарство було поширене на рівнині Айрарат, у басейні озера Ван та в районах з теплим південним кліматом Вірменії. Вирощування деяких овочевих культур було новинкою: квасолі, огірків, капусти, моркви, кавунів.
На схилах Арагацу, Сюніка, басейн Севану, у Ташир-Дзорагет, Васпуракану, Тароні, Сасуні розводилася велика кількість великої та дрібної рогатої худоби, коней, овець. Скотарство задовольняло не лише потреби в продуктах харчування, але й було тісно пов'язане з ремеслами та торгівлею. Шкіра використовувалася у виробництві зброї, взуття та одягу. Вовна використовувалася для виготовлення килимів, одягу та інших тканин. 
Полювання на диких тварин і птахів, бджільництво (центром був ашхар Туруберан) та рибальство (в озерах Ван і Севан й численних річках) також мали значну вагу в економіці. 
Велося добування корисних копалень, насамперед білу й чорну нафту (в Туруберані), залізо (Алдзнік і Туруберан), золото, мідь, беріл, сіль, мінеральні води.
Виробництво овечої вовни, бавовни, шовкових ниток та хутра значною мірою стимулювало розвиток текстильних та шкіряних ремесел. Широке поширення набули шевство, ткацтво, обробка пергаменту. Для задоволення зростаючих потреб країни процвітала металообробка. Розвивалися ковальство, мідництво, ювелірна справа та зброя. Майстри металообробки виготовляли сільськогосподарські знаряддя, мідний посуд, церковне начиння, предмети розкоші, коштовності та холодну зброю. Спостерігається відродження техніки виготовлення керамічних виробів: цегли, водопровідних труб, черепиці тощо. Гончарі виготовляли різні царські посудини, які багато прикрашалися коштовним камінням. Виявлені численні вироби зі скла дають підставу припустити, що за технікою виготовлення ранньосередньовічного скла нагадує античні вироби при явному впливі Месопотамії та Сирії. 
Відбувається інтенсивний розвиток міст - Ані, Вагаршапат, Двін, Карс, Арцн, Ахлат, Ван. В Ані вироблялися тканини, килими, глазурований посуд, фаянс, металеві вироби, обладунки, ювелірні вироби, коней, худобу, сіль, вино, мед, деревину, шкіру та хутро. З Двіна вивозили подушки, килими, штори та покривала, тканини з вовни та шовку. Арташат поблизу Двіна був настільки відомим центром виробництва кошенілі, що отримало назву вордан кармірі гюх («село червоних черв'яків») за характерний червоний барвник, який отримували з комах. Кошеніль та інші вірменські товари були широко поширені по всьому халіфату, і за свою цінність араби називали їх «асфін аль-Армані» («вірменські вироби»). Арцн славився своїми сукнами та килимами, виробництвом металевих та фаянсових виробів. Ван та Ерзінджан були особливо відомі виробництвом високохудожніх ювелірних виробів.
Завдяки широким економічним зв'язкам у містах велася активна торгівля крамом з Аббасидського халіфату і Візантії, і власного виробництва, які були затребувані по всьому Кавказу і далеко поза нього. Завдячуючи своєму географічному становищу Двін був важливим пунктом у міжнародній транзитній торгівлі. Карс також набув значення торгового пункту на шляху до міст Чорноморського узбережжя. Наступним містом по дорозі, зокрема, до Трапезунду був Арцн. Інші шляхи були з'єднані з містами Малої Азії та Персії, а головний шлях, що вів з Аббасидського халіфату до Київської Русі, був відомий як Великий Вірменський шлях.
На зовнішній ринок експортувалися зерно, коні, мули, залізо та кольорові метали, сільськогосподарська продукція, сіль, фарби, металеві інструменти, золоті та срібні вироби, вовняні, бавовняні та шовкові тканини, мідний посуд тощо. Серед імпортних товарів помітне місце займали індійські спеції та дорогоцінне каміння, китайські шовкові тканини та порцеляна, хутро та шуби з Київської Русі.
Царство не карбувало власних монет і використовувало валюту, що існувала у Візантії та Аббасидському халіфаті.

## Церква і релігії
Цар, більшість знаті та інших підданих-вірмен належало до Вірменської апостольської церкви. До 931 року резиденція католикоса перебувала у Двіні, потім у монастирі на острові Ахтамар, далі у містечку Аргіна області Ширак, і з 992 року у столиці Ані. Позиція вірменського царя була вирішальною під час обрання католикоса.
У 830-х роках виник рух тондракійців, що мав антицерквоний та антифеодальний характер. Ця секта загалом відкидала більшість християнських догматів, зокрема хрещення, причастя, а також духовні сани, шлюб. З 870-х років воно посилюється за рахунок павлікіан, які втекли з Візантійської імперії. Найбільшого піднесення досягло у X ст.
У середині X століття спроби митрополита Сюніка і католикоса Агванка вивести свої єпархії з-під юрисдикції Вірменської церкви і перейти під владу Константинопольського патріархата були успішно припинені католикосом Ананією Мокаці, чим вдалося зберегти конфесійну і церковну єдність країни.
Частка вірмен належала до православ'я (так званні вірмени-халкидонці), які переважно мешкали проживали в основному в Тао-Кларджетському князівстві, що було васалом Анійськогоц арства. В останньому відбувався цікавий феномен: взаємна асиміляція грузин і вірмен. Існували повірменені роди грузин та погрузинені вірмени.
Існували невеличкі групи мусульман, що складалися переважно з арабів, яких було переселено ще за часів Омеядського халіфату.

## Культура
Активно розвивалися історіографія, філософія, математика, медицина, література, архітектура, мініатюра, фресковий живопис, декоративно-ужиткове мистецтво та інші галузі мистецтва і науки. Останні 200 років царства стали частиною Вірменського Відродження. Цей культурний підйом відзначається особливо в столиці держави — Ані. 

### Освіта
Збільшувалася кількість шкіл у містах та великих монастирських комплексах, розширювалася кількість предметів, що викладалися. Початкова освіта надавалася в початкових школах, які зазвичай утримувалися за рахунок церкви та держави. Були також платні приватні школи. У початкових школах учнів навчали писати, читати, рахувати та співати. Дітей приймали до школи у віці 12-13 років і навчалися близько 3 років. У вищих школах - вардапетаранах, тривалість навчання становила 7-8 років. Після цього учні отримували звання вардапета та право викладати. Славився Ані вардапапетаран, де працював Ованес Імастасер. Монастирі Санаїн і Ахпат були також центрами освіти. 

### Наука
Завдяки великій кількості шкіл та семінарій розвивалися природничі та гуманітарні науки. Відомими істориками були Іоанна Драсханакертці, Ухтанеса, Степаноса Таронеці, які залишили безцінні відомості про події свого часу. Перші два придіялли увагу власне вірменській історій, останній записував історію сусідніх країн («космічну історію»). Деякі з істориків, такі як Товма Арцруні та Степанос Орбелян, записували історію видатних місцевих династій («Історія дому Арцруні», «Історія Сісакської області»). 
Тоді ж творили вчений і філософ Ґриґор Маґістрос з князівського роду Пахлавуні. Він перекладав і коментував давньогрецькі філософські твори. Нова епоха національного підйому, що почалася з останньої чверті IX століття, сприяла розвитку мистецтва рукописної книги і мініатюри.

### Театр

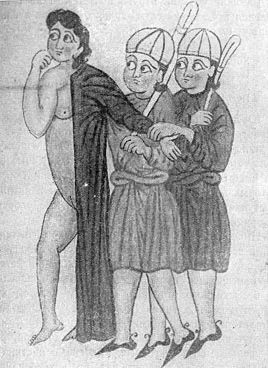
Вірменська середньовічна акторка

Театр Багратидів у Вірменії продовжував традиції вірменського театру попередніх епох. Театральні вистави включали ходьбу по канату, змагальні ігри та вистави з дресированими тваринами. Актори виступали у спеціальних костюмах та масках тварин. У виставах також брали участь музиканти, танцюристи та клоуни. Театральні вистави ставилися у великих містах, на ярмарках та інших місцях. Вважається, що театральні групи також виступали на острові Ахтамар.
Перші збережені твори вірменської драматургії також датуються цим періодом: драматична поема Ованеса Ерзнкаці та «Адамгірк» Аракеля Сюнеці.

### Архітектура

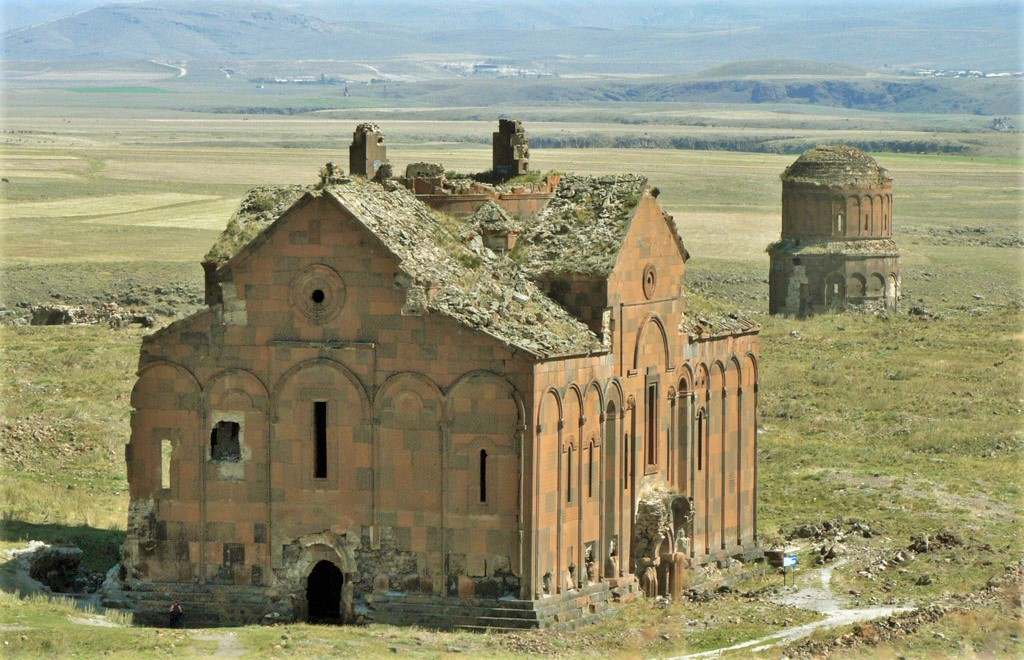
Анійський собор

Ані називався містом «40 брам та 1001 церкви». Столиця була оточена стінами, побудованими Ашот III і Смбатом II. Інтенсивно розвивається міська культура. 
Церкви цього періоду споруджувалися за зразками VII століття. Вони часто були крутішими за висотою, вводили портрети донорів у формі круглої форми та включали ідеї візантійської та ісламської архітектури. Вірменські церкви незмінно будувалися з каменю та мали склепінчасті стелі, що підтримували сферичний купол. Були зведені чудові пам'ятки архітектури — Анійський собор та кругла церква Гагіка I у місті Ані, споруджені архітектором Трдатом, монастирі Мармашен, Кечаріс (ішханство Пахлавуні) і Хцконк. Архітектура переживала бурхливий розквіт також у вірменських державах, які перебували у васальній залежності від Вірменських Багратидів. Було збудовано такі пам'ятники, як монастирі Ахпат та Санаїн у Ташир-Дзораґете, Церква св. Апостолів у Карсі, Церква св. Хреста у Васпуракані, Татев, Ваганаванк в Сюнікі.

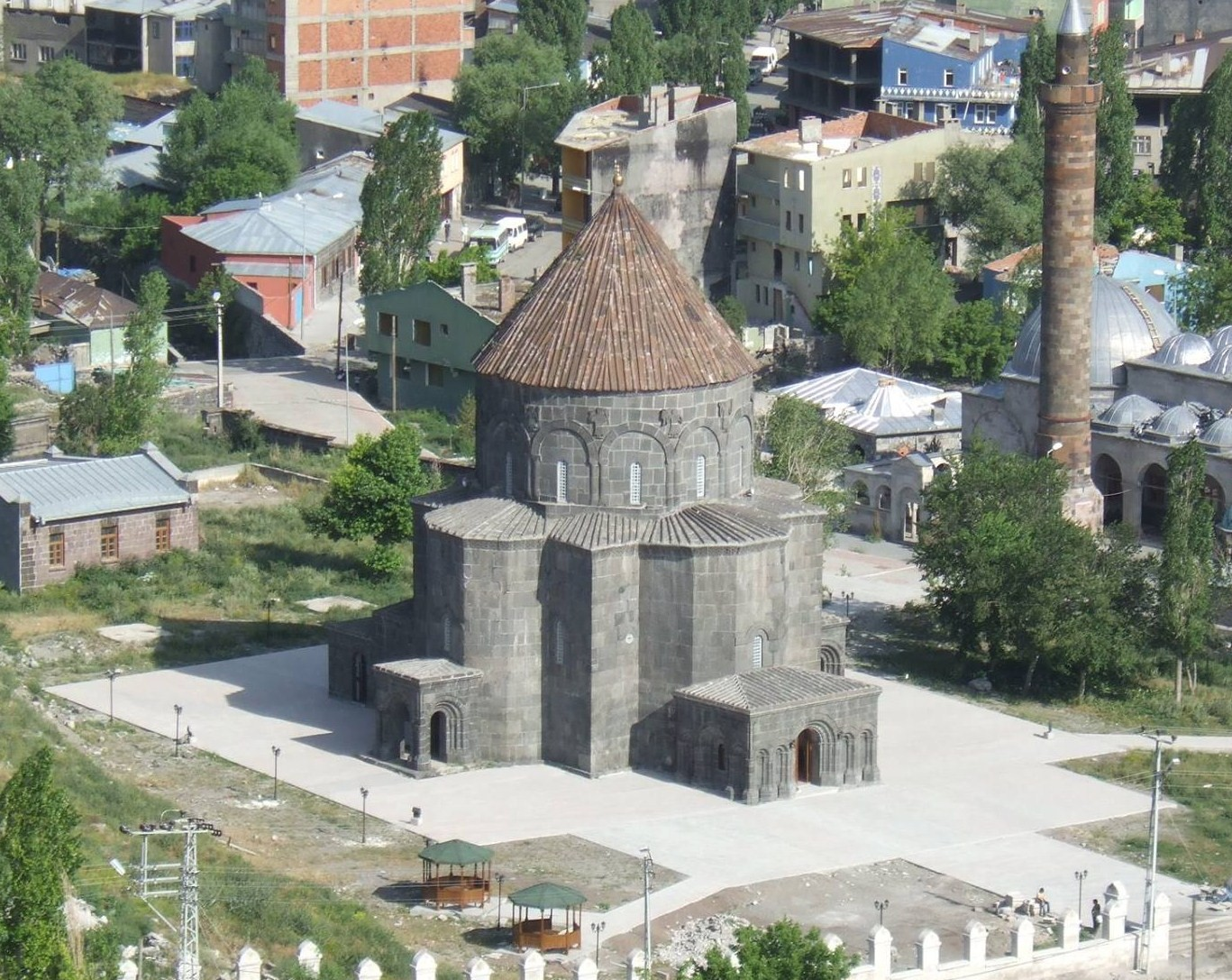
Церква св. Апостолів у Карсі

Будувалися і світські будинки, серед яких виділяються палац Багратідів та укріплений замок Амберд.  . Вірменські архітектори мали міжнародне визнання.

### Мистецтво
Відносний період миру між Візантією та Вірменією у другій половині X століття призвів до значної взаємодії між вірменськими і візантійськими художниками. Вірменські автори рукописів, як правило, або наголошували на природному вигляді людського тіла в ілюстраціях, або відмовлялися від нього, зосереджуючись на аспекті декору.

### Музика і пісні
Духовні пісні (шаракани) виділялися своєю простотою та красою мелодій. Церковна музика базувалася на народних піснях та інструментах. Збереглася велика кількість шараканів. Давня вірменська духовна музика складається з 4 основних жанрів: цoурд, кацурд, канон і таг. Новим досягненням у розвитку вірменської музики стало створення музичної нотації – хазів, найдавніший рукопис яких датується IX століттям. Загалом збереглося понад 2000 хазських рукописів.